# أمر الله اشلر
أمر الله إشلر (بالتركية: Emrullah İşler) (مواليد 1960 م) هو نائب رئيس الوزراء التركيّ في حكومة رجب طيب أردوغان.